# Mikel Urmeneta Otsoa Errarteko
Mikel Urmeneta Otsoa Errarteko (Pamplona, 25 de desembre de 1963) és un dibuixant i empresari basc. És conegut haver estat fundador i director creatiu de la Fàbrica de Dibuixos Kukuxumusu. És fill d'en Miguel Javier Urmeneta Ajarnaute, que va ser alcalde de Pamplona durant el franquisme. El 1989, després d'un viatge a Austràlia, va crear la marca de samarretes Kukuxumusu juntament amb els seus amics Gonzalo Domínguez de Bidaurreta i Koldo Aiestaran.
A Kukuxumusu ha desenvolupat bona part del seu treball com a dibuixant i creatiu, tot i que també ha realitzat dissenys pel seu compte. El 1990 un cartell seu va ser escollit per a anunciar les festes de Sanfermines. A més, aquell mateix any, va guanyar el concurs de cartells pels Festivals de Navarra i el Festival de Joves Artistes de l'Ajuntament de Pamplona en la categoria de fotografia, una altra de les seves grans aficions. Des de llavors, i mentre que Kukuxumusu s'anava expandint, Mikel Urmeneta es feia un nom en el món del disseny i la il·lustració. Un altre cop es va tornar a seleccionar nous cartells seus per a diversos esdeveniments com el per la festa de Baztandarren Biltzarra, el 1991, i el cartell per l'Oficina de Turisme del Govern Basc, el 1995.
Sol o amb la col·laboració del seu equip de Kukuxumusu, Urmeneta ha participat en projectes de tota classe. Va ser l'autor de la imatge corporativa del Mundial de Pilota de l'any 2002, una altra vegada del cartell oficial de les festes de San Fermín, el 2004, o de la Quinzena Musical Sant Sebastià, el 2006. També ha participat en diverses exposicions col·lectives, bé amb fotografies digital (“Captura.org”, 2004) o amb algun dels seus dibuixos ("Miradas al Universo de Pío Baroja", 2006).
Recentment ha creat dibuixos per encàrrec per associacions, empreses o col·lectius com Kodak, Greenpeace Espanya, Amnistia Internacional, Medicus Mundi, Heraclio Fournier o PETA. També ha dissenyat portades d'alguns llibre com "Tant de bo octubre", de Juan Cruz, o els premiats llibres de receptes de la cuinera riojano-navarresa Angelita Alfaro, i ha compartit el projecte "Hell and Heaven" amb el seu amic Andreu Buenafuente.